# Thylacinus
Thylacinus és un gènere extint de marsupials carnívors. L'últim representant del gènere, el llop marsupial, s'extingí el 1936.